# 弗拉迪米尔·拉德马诺维奇
弗拉迪米尔·拉德马诺维奇（1980年11月19日—） ，生于前南斯拉夫波黑地区的特雷比涅区，塞尔维亚职业篮球运动员，司职大前锋。

## 早年生活
拉德马诺维奇出生于达尔马提亚地区札达尔的一个南斯拉夫人民军軍官家庭，他出生的特雷比涅区是他父亲当时驻扎的地方，由于父亲职业的需要，童年的拉德马诺维奇辗转过许多地方。 
拉德马诺维奇在2001年加盟NBA联盟前，效力过南斯拉夫联赛的KK兹拉斯尼克队和贝尔格莱德红星队。

## 西雅图超音速
拉德马诺维奇在2001年NBA选秀中第一轮第12顺位被西雅图超音速队选中，在球队的前两个赛季成为了NBA进步最快球员的有力争夺者，他在2003-04赛季取得了场均12分和5.3个篮板的数据，大多已第六人身份出场。他以一手出色的三分球技术立足于球队，有着40%的投篮命中率。他在球队最成功的赛季要属2004-05赛季，他在常规赛63场比赛中取得场均11.8分和4.6个篮板，并且帮助超音速在季后赛首轮淘汰萨克拉门托国王队。2005年1月26日，他在对阵洛杉矶湖人的比赛中投中了职业生涯最高的8个三分。
2004-05赛季之后，拉德马诺维奇拒绝了超音速提供的六年4200万的续约合同，转而签订了一份一年短期和约并且在赛季末成为非限制性自由球员。 

## 2002年世界锦标赛
2002年NBA的休战期，拉德马诺维奇首次代表他的国家出现在了国际赛场，参加了在印第安纳波利斯举行的世界篮球锦标赛。他在锦标赛中替补出场表现平平，并且私下时常抱怨没有上场机会，和国家队主教练斯维蒂斯拉夫·佩希奇产生了较大的矛盾，在半决赛对阵新西兰国家男子篮球队的半场时最终被佩希奇剔除了国家队名单。
南斯拉夫队在和新西兰队的上半场比赛中打的十分艰苦，替补席上的拉德马诺维奇却在半场休息时独自在球场的一角吃着香蕉，早已对他心存不满的主教练佩希奇立即叫其走人，将他赶上观众席。南斯拉夫最终在决赛中惊险的击败阿根廷国家男子篮球队，成为世界冠军，但是被赶走的拉德马诺维奇未能出现在冠军领奖台上，直到随球队返回贝尔格莱德后才在
他的脖子上挂了金牌。

## 2005年欧洲锦标赛
拉德马诺维奇随塞尔维亚和黑山国家队出战了在家乡举办的2005年欧洲篮球锦标赛，而且随队参加了一个月的训练营，最终球队在四分之一决赛中败给了托尼·帕克领衔的法国国家男子篮球队 。

## 洛杉矶快船
在005-06赛季中，拉德马诺维奇在争取首发球员的努力受阻后，超音速于2006年2月14日，将他和洛杉矶快船的大前锋克里斯·威尔考克斯进行了交换。在新球队的拉德马诺维奇在球场上取得了不错的成绩，出场30次，得到场均10.7分，职业生涯最高的5.7个篮板和2.1次助攻，也有着41.8%的三分球命中率。

## 洛杉矶湖人
2006年7月1日，他和洛杉矶湖人签订了一份超过5年估计3100万美元的中产合同，尽管拉德马诺维奇相信快船队一定会和他续约的，之前他也已经接受了球队提出的5年3100万的合同，可是之后洛杉矶湖人队许诺给他一个首发球员的位置导致他改变了主意。虽然湖人提供给拉德马诺维奇也只是一份和快船队相容的合同，但是他说服了自己加盟了这支拥有科比·布莱恩特、菲尔·杰克逊、魔术师约翰逊和他的好友弗拉德·迪瓦茨的球队，他确信自己的得分投球能力将可以再湖人的三角战术体系中得以发挥。主教练杰克逊称其为“space cadet”用于隐射他时常在球场上错位和狂热的投三分。但是在洛杉矶湖人的拉德马诺维奇未能有很好的发挥，赛季场均只取得了6.6分和3.3个篮板，引以为傲的三分命中率也下降至33.9％。

### 滑雪受伤
2007年2月18日，拉德马诺维奇告诉湖人NBA全明星赛期间，他在犹他州帕克城度假时脚踩上一片冰摔跤而导致肩膀脱臼，需要休养大约八周时间，此后他主动承认是在度假地滑雪时受的伤，而合约规定他不能参加滑雪等具有危险性的运动，所以违反球队和约规定并且起初欺骗球队的拉德马诺维奇被湖人队罚以50万美元。

### 板凳主力
2007-08年賽季，拉德马诺维奇成為湖人隊的主力替補，並專責於外圍投射，雖然籃板數字下降至職業生涯新低 (2.9個)，但投射命中率卻是生涯新高 (44.4%)，三分球命中率亦追平生涯最高紀錄 (42%)。